# Comuna Pidhaiți, Șumsk
Pidhaiți (în ucraineană Підгайці) este o comună în raionul Șumsk, regiunea Ternopil, Ucraina, formată din satele Kudlaivka, Pidhaiți (reședința) și Verbîțea.

## Demografie
Componența lingvistică a comunei Pidhaiți
     Ucraineană (99,74%)
     Alte limbi (0,26%)
Conform recensământului din 2001, majoritatea populației comunei Pidhaiți era vorbitoare de ucraineană (99,74%), existând în minoritate și vorbitori de alte limbi.